# ریبرالتا
ریبرالتا (به اسپانیایی: Riberalta) یک منطقهٔ مسکونی در بولیوی است که در Vaca Díez Province واقع شده‌است. ریبرالتا ۲۰٫۱ کیلومتر مربع مساحت و ۹۷٬۹۸۲ نفر جمعیت دارد و ۱۴۴ متر بالاتر از سطح دریا واقع شده‌است.